# エスパルスドリームプラザ
エスパルスドリームプラザ（S-PULSE DREAM PLAZA）は、静岡市清水区の複合商業施設で、清水エスパルスの運営母体である静岡市の有力企業・鈴与の関連会社「ドリームプラザ」が運営している。清水港近く（1984年に廃線となった清水港線の清水港駅跡）にあり、4階建てのビルで構成されている。1999年10月8日オープン。「ドリプラ」の愛称で親しまれる。

## 沿革
- 1999年（平成11年）10月8日 - オープン
- 2004年（平成16年）10月8日 - 開業5周年。
- 2008年（平成20年）7月19日 - 「ちびまる子ちゃんランド」リニューアルオープン。
- 2008年（平成20年）7月20日 - 観覧車「ドリームスカイ」が完成。
- 2009年（平成21年）10月8日 - 開業10周年。
- 2014年（平成26年）10月8日 - 開業15周年。
- 2015年（平成27年）7月 - 外壁塗装ほかリニューアル[2]。
- 2019年（令和元年）9月5日 - 観覧車「ドリームスカイ」が日本夜景遺産【施設型夜景遺産】に認定[3]。
- 2019年（令和元年）10月8日 - 開業20周年。
- 2020年（令和2年）7月18日 - 「ちびまる子ちゃんランド」再リニューアルオープン。
- 2021年（令和3年）4月28日 - 遊園地「清水マリーナサーカス」オープン。
- 2023年（令和5年）11月10日 - 新商業施設「PARK-Side」オープン。
- 2024年（令和6年）10月8日 - 開業25周年。

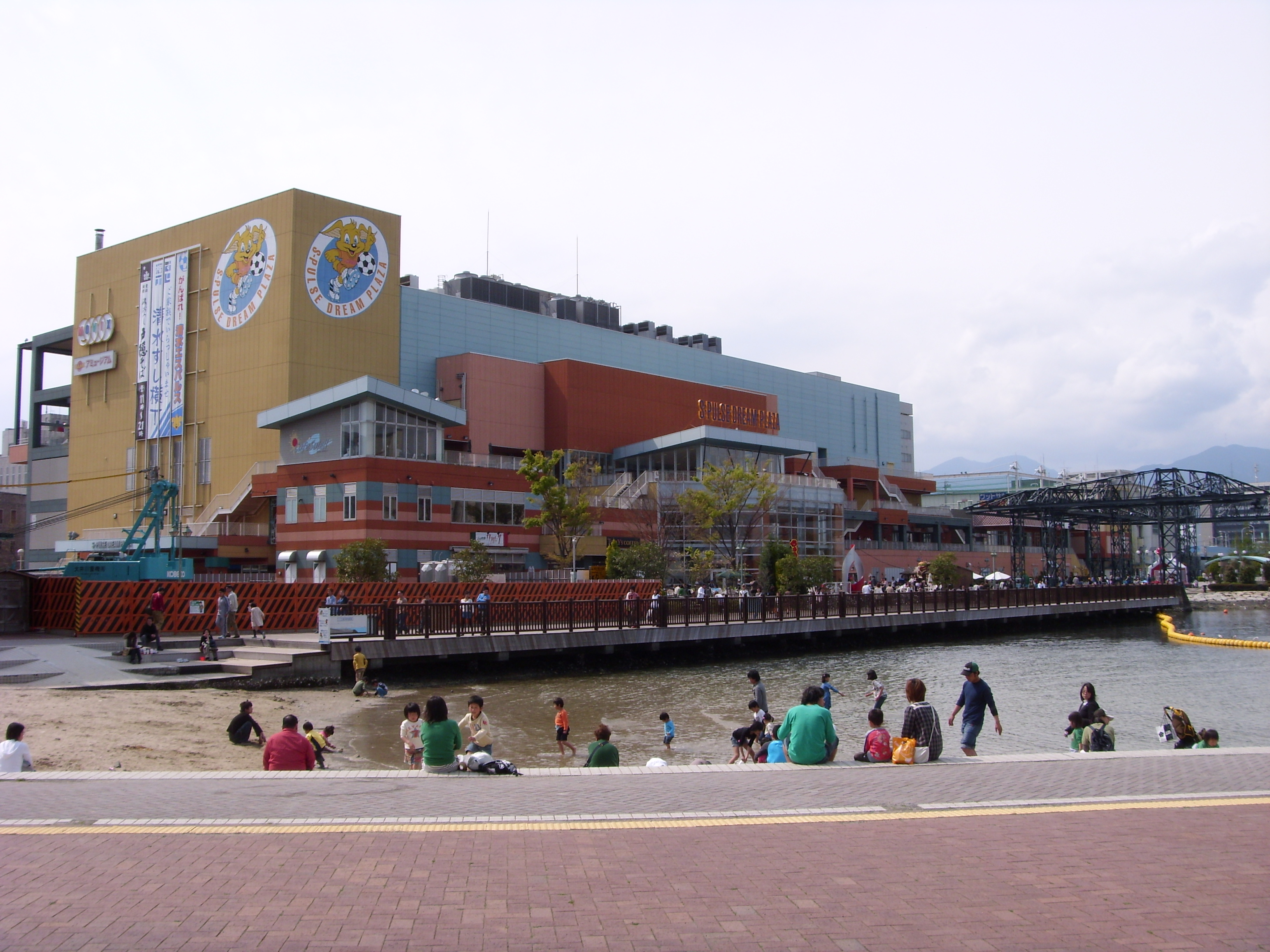
東側より撮影。2008年4月撮影。まだ観覧車が完成していない。
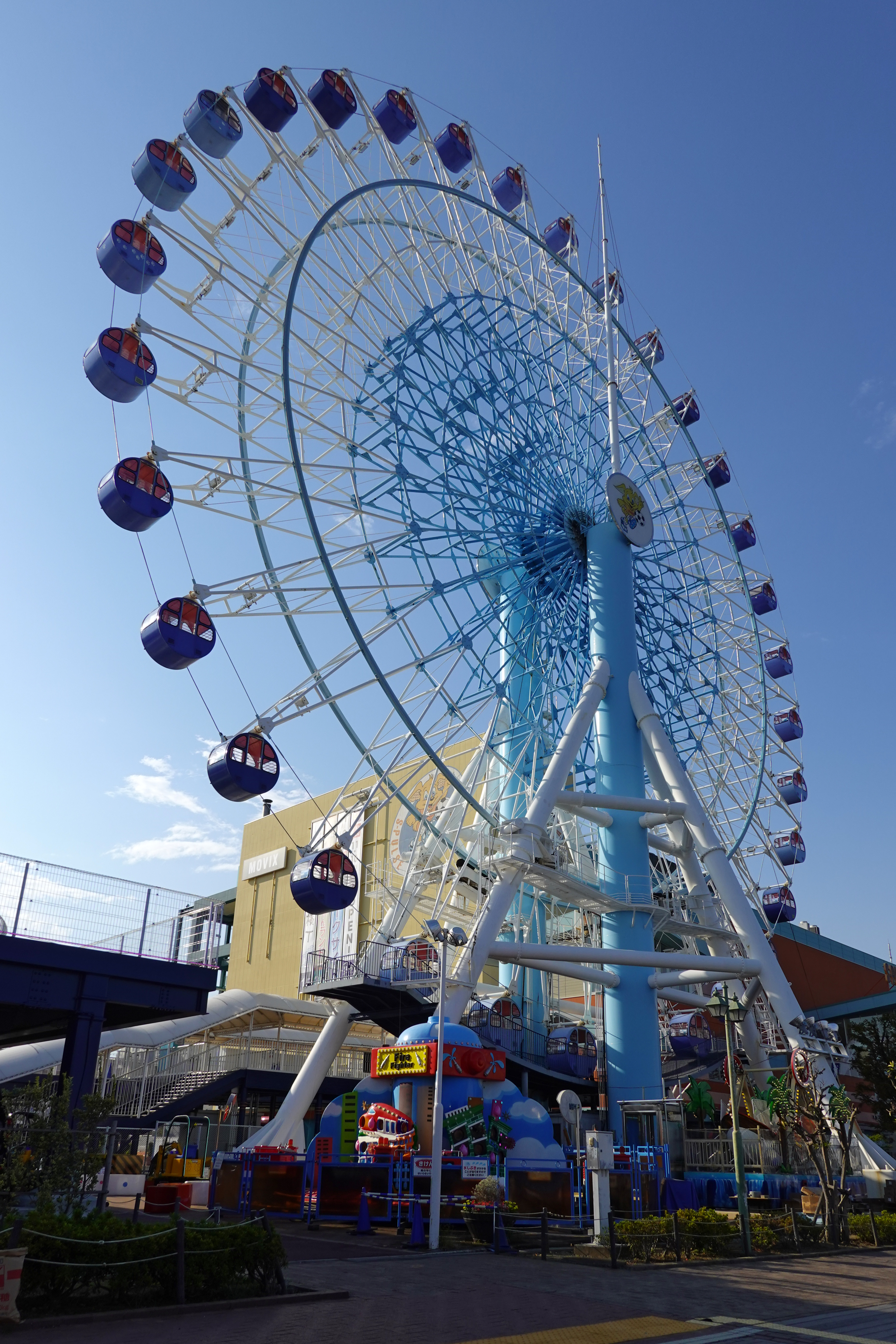
観覧車「ドリームスカイ」
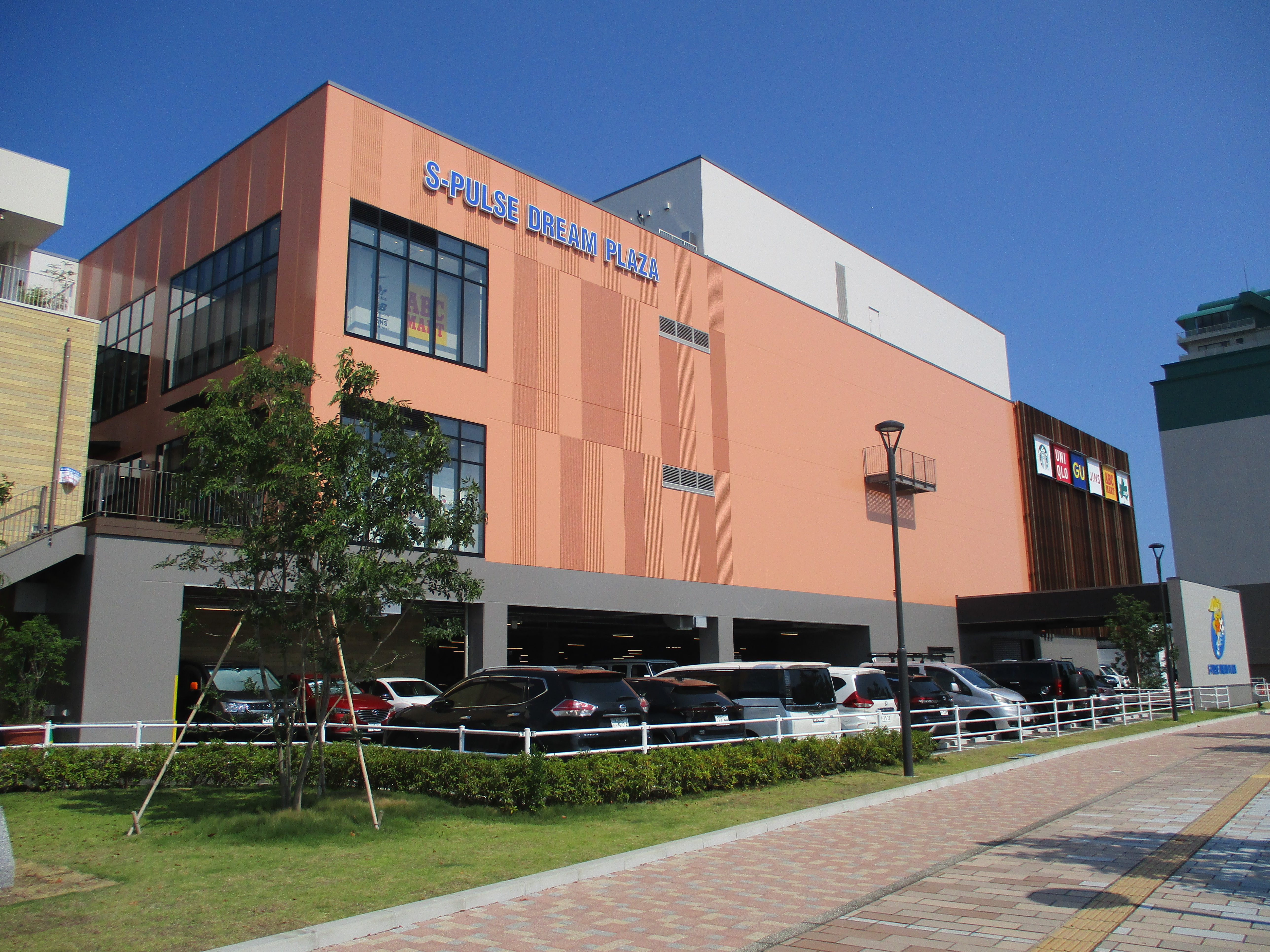
新館PARK‐Side（パークサイド）

## 施設紹介

### SEA-side
1階 マーケット&レストランフロア
すし屋街「清水すし横丁」、お土産コーナー「駿河みやげ横丁」、レストラン街「清水いりふね通り」、エフエムしみず静岡（S-Wave）のサテライトスタジオなど
2階 ショップ＆レストランフロア
グッズショップやフードコート、清水すしミュージアム、「清水サッカーショップ」など
3階 アミューズメント&ミュージアムフロア
ミュージアム「ちびまる子ちゃんランド」、ゲームセンター「アミュージアム」、フットサルコートなど
4階 シネマフロア
シネマコンプレックス「MOVIX清水」
| スクリーンNo. | 座席数 | 車椅子席 | 音響                  |
| ------------- | ------ | -------- | --------------------- |
| 1             | 225    | 4        | 5.1chデジタルサウンド |
| 2             | 191    | 4        | 5.1chデジタルサウンド |
| 3             | 422    | 4        | 6.1chサラウンドEX     |
| 4             | 169    | 4        | 5.1chデジタルサウンド |
| 5             | 256    | 4        | 5.1chデジタルサウンド |
| 6             | 166    | 4        | 5.1chデジタルサウンド |
| 7             | 172    | 4        | 5.1chデジタルサウンド |
| 8             | 143    | 4        | 5.1chデジタルサウンド |
| 9             | 206    | 2        | 5.1chデジタルサウンド |

### Park-side
「ユニクロ」「ABCマート」「JACK」「スターバックスコーヒー」
この他の施設として、P1駐車場1階にライブハウス「SOUND SHOWER ark」がある。同2階部分はテナントスペースとして利用されている。

## マスコットキャラクター
ドリームパルちゃん（DREAM PUL）
ドリームプラザだけに登場する、パルちゃん。ドリプラの目の前に広がる海、ヨットハーバーから想像する水平さんの服を着ていて、背中には、ドリプラの開業日(ドリームパルちゃんの誕生日)にちなんだ背番号108がプリントされている。土日祝日等に施設内をお散歩していることがあり、気さくに写真撮影にも応じてくれる。ドリームプラザに新店舗がオープンした際に、遊びに来ることもある。

## その他
- マリンパークには、当時の清水港線で材木の積み下ろしに使用されていたテルファークレーンが保存整備され、現在はオブジェとしてその姿をとどめている。エスパルスドリームプラザから清水駅に続く線路跡が自転車・歩行者専用道路として整備されているが、旧三保駅側の線路跡は消失して現存していない。
- 近年『大道芸ワールドカップin静岡』の清水区サテライト会場として利用される[5]。また週末や休日などには、静岡市のNPO団体「しずおか大道芸のまちをつくる会」に所属しているパフォーマーによる大道芸が行われている。
- 同じ鈴与グループであるエスパルスドリームフェリーの清水港遊覧船のりばも隣接しており、清水港の遊覧体験や昼時の船弁ランチクルーズにも気軽に乗船出来る。
- 静岡第一テレビが同所にてロケ予定であった映画『ゴジラ・モスラ・キングギドラ 大怪獣総攻撃』（金子修介監督・2001年）のエキストラ募集のお知らせを流し沢山のエキストラが港側の広場で、上陸したゴジラから逃げるシーンを撮影した。当時の情報番組ではその模様が紹介された。
- ヴァンフォーレ甲府が清水エスパルスと業務提携を行っていた時、同チームの練習着スポンサーとして支援を行っていたことがある。
- 清水エスパルスが1999年Jリーグステージ優勝及び、2001年天皇杯優勝した際には、優勝報告会が行われた。またシーズンオフ等に、ファン感謝デーが行われることもある[6]。
- 清水区出身の女優・広瀬すずは2016年4月5日『ちはやふる 上の句』上映時に、同作監督の小泉徳宏と共にMOVIX清水で舞台挨拶を行っている[7]。

## 交通アクセス
- 無料シャトルバス
  - JR東海道線清水駅（東口）⇔静鉄新清水駅（行き：乗車専用トヨタカローラ向かいバス停／帰り：降車専用清水区役所前）⇔エスパルスドリームプラザ間で運行中[8]。2009年5月11日からピストン輸送から環状運転にルート変更。
- しずてつジャストライン257三保山の手線「波止場フェルケール博物館」停留所から徒歩約5分。（JR東海道線清水駅から257三保車庫前／257東海大学三保水族館／257世界遺産三保松原行バスで約10分。静鉄新清水駅からの場合はバスで約5分。）

## 近隣商業施設
- ベイドリーム清水